# Oviraptoridae
Los ovirraptóridos (Oviraptoridae) fueron una familia de dinosaurios terópodos oviraptorosaurianos, que vivieron desde el Cretácico inferior hasta el Cretácico superior (hace aproximadamente 125 y 66 millones de años, desde el Aptiense hasta el  Maastrichtiense), en lo que hoy es Mongolia y China.

## Descripción

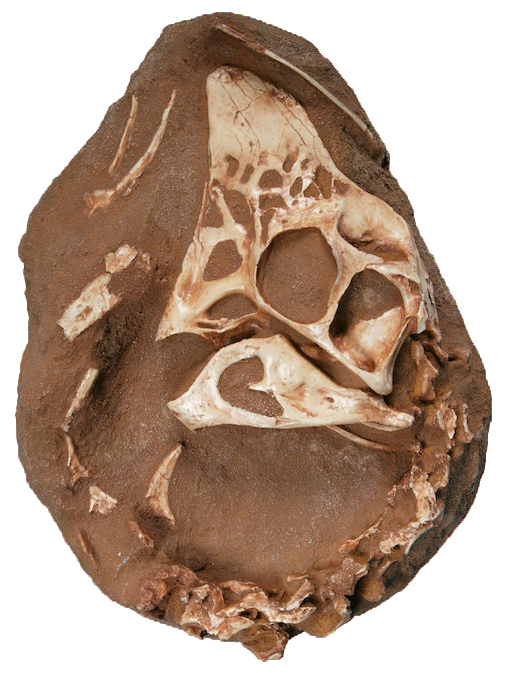
Cráneo de un espécimen sin describir conocido como "Ronaldoraptor".

El rasgo más característico de este grupo es la estructura del cráneo. Los ovirraptóridos tenían un hocico corto con mandíbulas muy altas. Algunos taxones (como Oviraptor, Citipati, Rinchenia) tenían una cresta situada en la parte alta del cráneo, que se asemejaba a la del casuario. Otros rasgos distintivos incluyen una púa ósea que se inserta en la fenestra mandibular, las narinas situadas muy alto y lejos del hocico, una barra ósea debajo del ojo extremadamente delgada, y huesos sumamente neumatizados (llenos de cavidades con aire). Como ocurre en sus parientes los cenagnátidos, las mandíbulas eran completamente desdentadas, teniendo en cambio dos pequeñas proyecciones óseas en el paladar.

## Sistemática
Oviraptoridae se define como el clado más inclusivo que contiene al Oviraptor philoceratops (Osborn, 1924) pero no al Chirostenotes pergracilis (Sternberg, 1940).

### Taxonomía
- Familia Oviraptoridae
  - Wulatelong
  - Gigantoraptor
  - Microvenator
  - Shixinggia
  - Subfamilia Oviraptorinae
    - Oviraptor
    - Rinchenia
    - Nemegtomaia
    - Citipati
    - Ganzhousaurus

  - Subfamilia Ingeniinae
    - Heyuannia
    - "Ingenia"
    - Conchoraptor
    - Khaan

### Oviraptorinae
Oviraptorinae fue una subfamilia de dinosaurios terópodos ovirráptoridos que vivieron en el Cretácico superior (hace aproximadamente 84 y 66 millones de años, en el Campaniense y el Maastrichtiense, en lo que es hoy Mongolia y China.
Oviraptorinae se define como el clado más inclusivo que contiene al Oviraptor philoceratops (Osborn, 1924) y a  Citipati osmolskae (Clark, Norell, & Barsbold, 2001).

### Ingeniinae
Ingeniinae fue una subfamilia de dinosaurios terópodos ovirráptoridos que vivieron en el Cretácico superior (hace aproximadamente 84 y 66 millones de años, en el Campaniense y el Maastrichtiense, en lo que es hoy Mongolia y China.
Oviraptorinae se define como el clado más inclusivo que contiene Ingenia yanshini (Barsbold, 1981)  y a   Conchoraptor gracilis (Barsbold, 1986).

## Galería

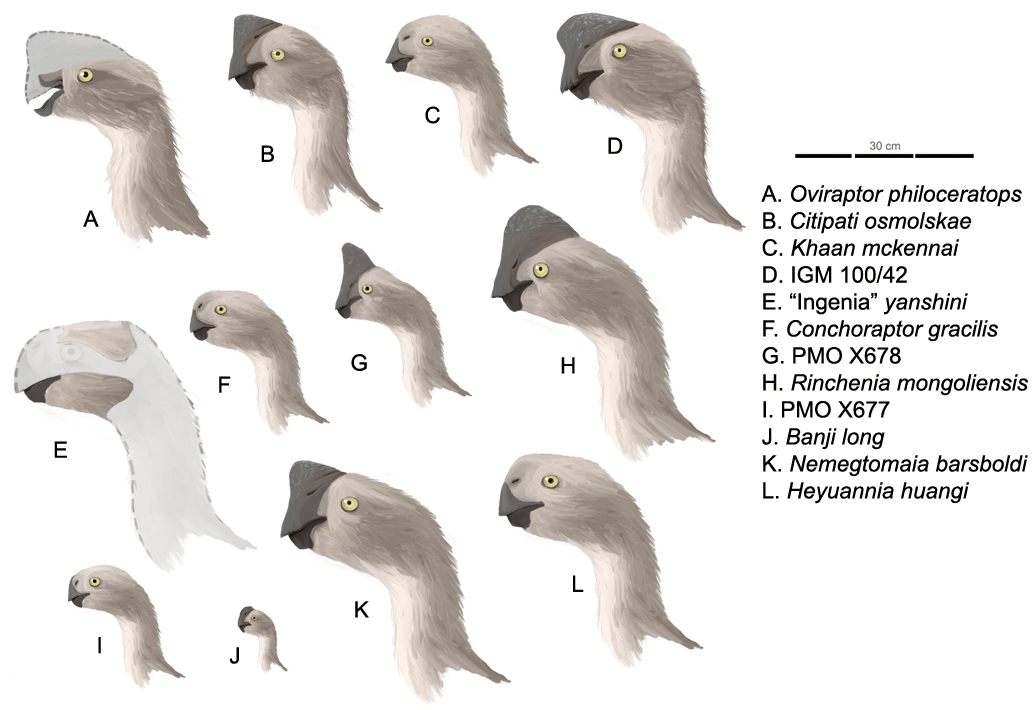
Miembros de la subfamilia Oviraptorinae.
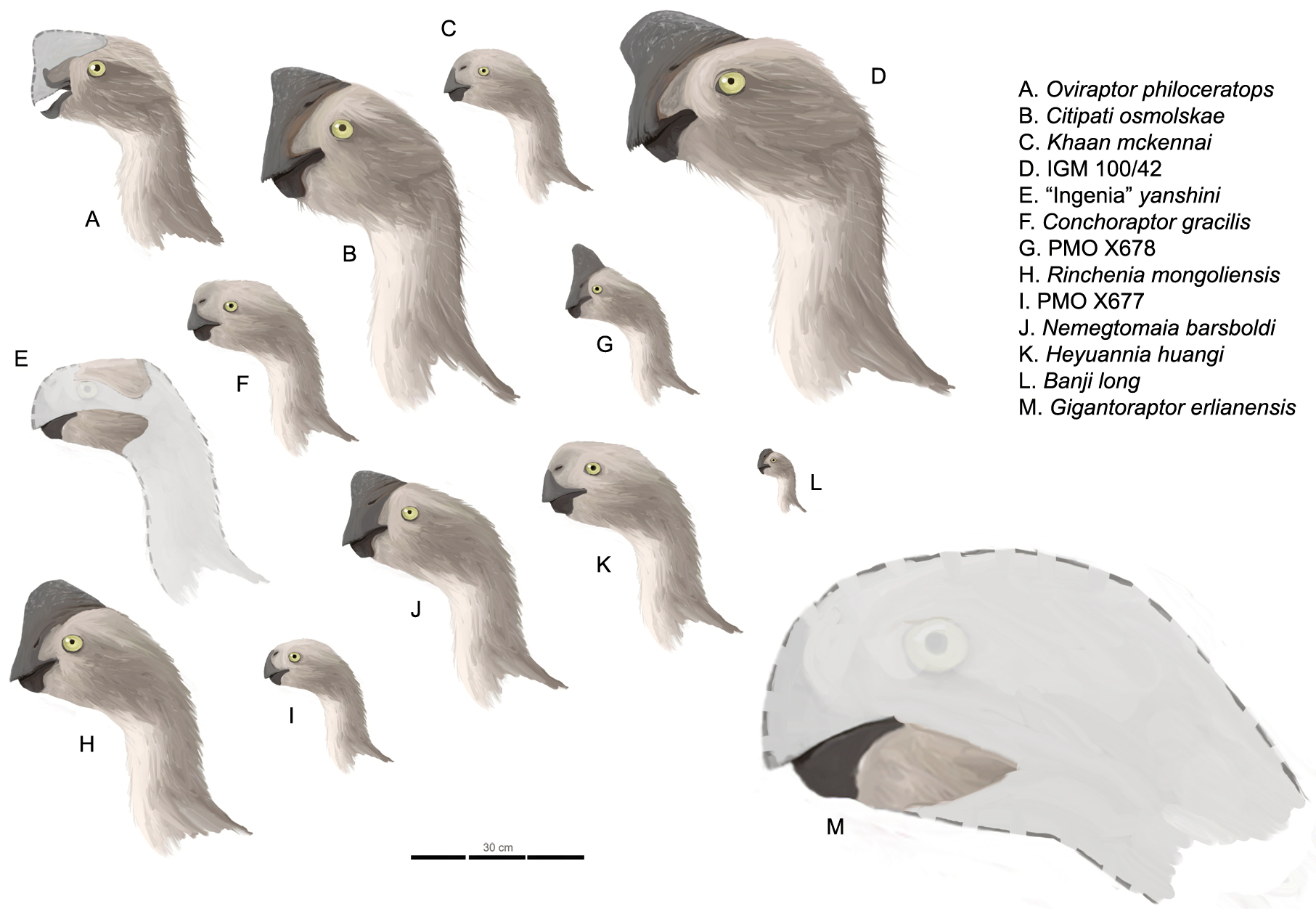
Miembros de la subfamilia Ingeniinae.